# Martin Gründer

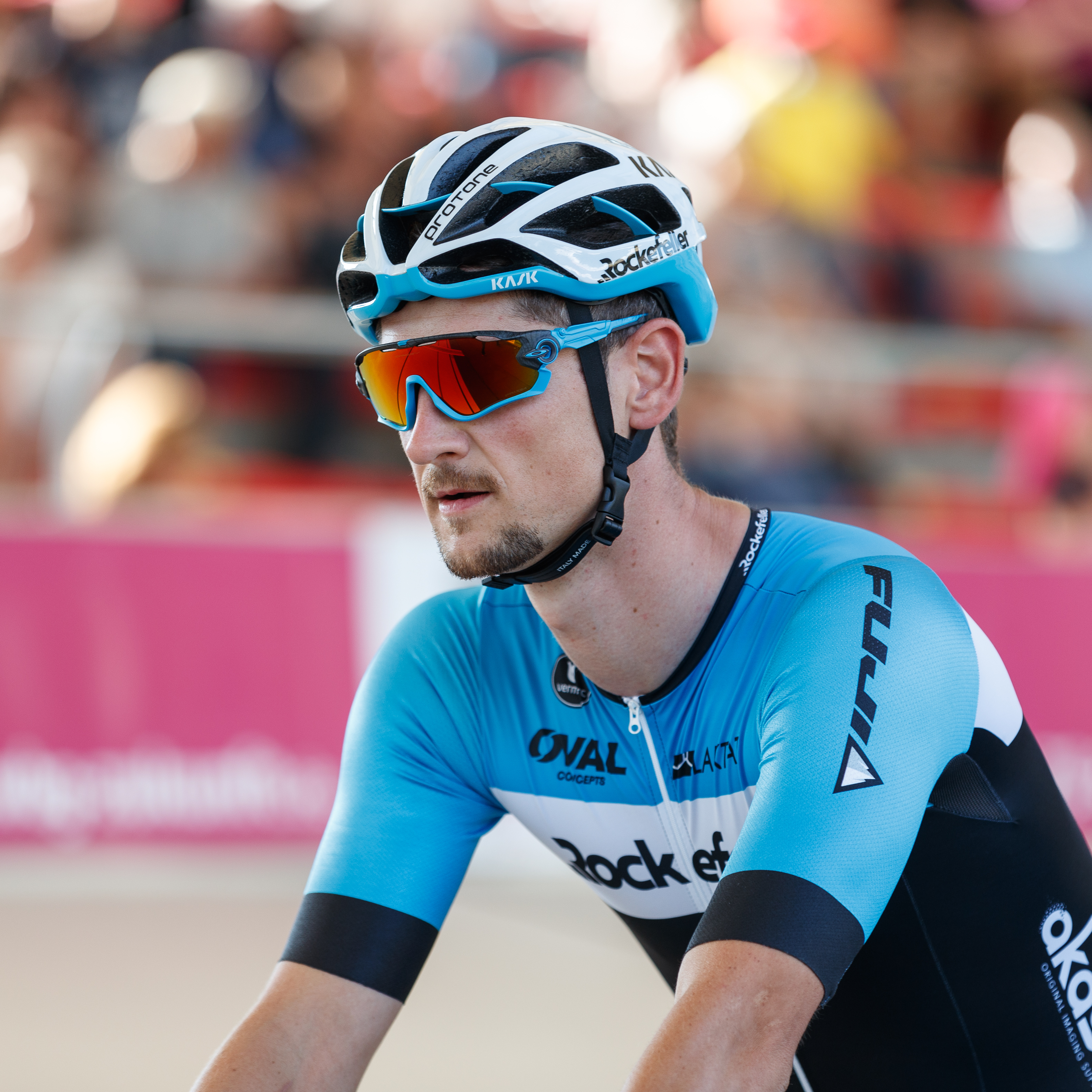
Martin Gründer (2021)

Martin Gründer (* 2. März 1988) ist ein deutscher Radrennfahrer.
Gründer gewann den 2008 den Prolog von Wyscig Dookola Mazowska und mit seinem Team 2010 das
Mannschaftszeitfahren der Tour de Berlin.

## Erfolge
2008
- Prolog Wyscig Dookola Mazowska

2010
- Mannschaftszeitfahren Tour de Berlin

## Teams
- 2008 LKT Team Brandenburg
- 2009 LKT Team Brandenburg (bis 30.06.)